# Edgar Bolz
Edgar Bolz (* 6. Februar 1865 in Wien; tot aufgefunden am 14. Februar 1936 in Berlin) war ein österreichischer Schauspieler und Regisseur.

## Leben
Bolz, Sohn eines Industriellen, nahm gegen den Willen seiner Eltern von 1881 bis 1883 dramatischen Unterricht und betrat, von der Familie verstoßen, nachdem er sich, jeglicher Subsistenzmittel bar, kümmerlich durchgerungen hatte, 1883 am Hoftheater in Meiningen als junger „Cato“ in Julius Caesar zum ersten Mal die Bühne.
Nach kurzem Engagement daselbst kam er 1884 ans Deutsche Theater in Berlin, wo er als „Kosinsky“ in den Räubern debütierte und seine eigentliche, dramatische Schule fand, indem das Rollenstudium mit Adolph L’Arronge ganz besonders zu seiner künstlerischen Vervollkommnung beitrug. Er wirkte daselbst bis 1889, trat in diesem Jahre in den Verband des Hoftheaters in Braunschweig (Antrittsrollen „Ferdinand“ und „Mortimer“) und wurde 1892 von dort an die Vereinigten Stadttheater in Frankfurt berufen (Antrittsrollen „Don Carlos“, „Gringoire“ und „Hartmann“ in Die Herzlosen), und wurde für seine künstlerische Individualität und als Sprechkünstler geschätzt – in späteren Jahren wirkte Bolz auch als Spielleiter. 1914 schied er aus dem Ensemble aus.
Über seinen weiteren Lebensweg bis 1932 ist nichts bekannt; 1932 taucht er in drei Spielfilmen auf, danach verliert sich bis zu seinem Tod erneut seine Spur.

## Filmografie
- 1932: Held wider Willen
- 1932: Der falsche Tenor
- 1932: Tannenberg